# Гриденки (Юхновский район)
Гриденки — деревня в Юхновском районе Калужской области России. Входит в состав сельского поселения «Село Климов Завод».

## География
Расположена на правобережье реки Угра в 21 км от Юхнова, на границе территории национального парка «Угра». Через деревню проходит автомобильная трасса Р132. Между деревней и соседним селом Климов Завод, лежащим на северо-запад, протекает река Рудянка, приток Собжи.

## Население
| 2002 | 2010 |
| ---- | ---- |
| 85   | ↘38  |